# Mohammed Al-Jahani
Mohamed Al-Jahani (28 de setembro de 1974) é um ex-futebolista profissional saudita, defensor aposentado.

## Carreira
Mohamed Al-Jahani se profissionalizou e atuou por toda a carreira no Al-Ahli Jeddah.

## Seleção
Mohamed Al-Jahani fez parte do elenco da Seleção Saudita de Futebol da Copa do Mundo de 1998 e 2002.[carece de fontes?] fez parte do elenco da Seleção Saudita de Futebol nas Olimpíadas de 1996 

## Títulos
Arábia Saudita
- Copa da Ásia: 1996